# Sebastian Stan
Sebastian Stan  (Constanța, 13 augustus 1982) is een Roemeens-Amerikaans acteur. 

## Biografie
Stan werd geboren in Roemenië en op achtjarige leeftijd verhuisde hij met zijn moeder naar Wenen waar zij ging werken als pianist. Op twaalfjarige leeftijd verhuisde hij met zijn moeder naar Rockland County nadat zijn moeder was getrouwd met een Amerikaan. Stan vervolgde zijn middelbare school aan de Rockland Country Day School aldaar en begon daar met acteren in het schooltheater. Hij speelde onder andere in Cyrano de Bergerac en West Side Story. Tijdens de zomervakantie bezocht hij een zomerkamp waar veel aan acteren werd gedaan en daar besloot hij dat in het acteren zijn toekomst lag. Hij schreef zich in bij verschillende universiteiten met acteerstudies en werd toegelaten op de Rutgers-universiteit in New Brunswick (New Jersey) waar hij zijn bachelor of fine arts in acteren haalde.
Hij kreeg in 2024/25 grote bekendheid door de vertolking van Donald Trump in The Apprentice (film).

## Filmografie

### Films
Uitgezonderd korte films.
- 2025 - Thunderbolts* - als Bucky Barnes / Winter Soldier
- 2025 - Captain America: Brave New World - als Bucky Barnes
- 2024 - The Apprentice - als Donald Trump
- 2024 - A Different Man - als Edward
- 2023 - Dumb Money - als Vlad Tenev
- 2023 - Sharper - als Max
- 2022 - Fresh - als Steve / Brendan
- 2022 - The 355 - als Nick
- 2020 - Monday - als Mickey
- 2020 - The Devil All the Time - als deputy Lee Bodecker
- 2019 - The Last Full Measure - als Scott Huffman
- 2019 - Endings, Beginnings - als Frank
- 2019 - Avengers: Endgame - als Bucky Barnes / Winter Soldier
- 2018 - We Have Always Lived in the Castle - als Charles Blackwood
- 2018 - Joseph Pulitzer: Voice of the People - de priester
- 2018 - Destroyer - als Chris
- 2018 - Avengers: Infinity War - als Bucky Barnes / Winter Soldier / White Wolf
- 2018 - Black Panther - als Bucky Barnes / Winter Soldier / White Wolf (cameo in post-credit scene)
- 2017 - I'm Not Here - als Steve
- 2017 - I, Tonya - als Jeff Gillooly
- 2017 - Logan Lucky - als Dayton White
- 2016 - Captain America: Civil War - als Bucky Barnes / Winter Soldier
- 2015 - Ricki and the Flash - als Joshua
- 2015 - The Martian - als Chris Beck
- 2015 - Ant-Man - als Bucky Barnes (post-credit scene)
- 2015 - The Bronze - als Lance Tucker
- 2014 - Captain America: The Winter Soldier – als Bucky Barnes / The Winter Soldier
- 2012 - The Apparition - als Ben
- 2012 - Gone - als Bill
- 2011 - Captain America: The First Avenger - als James Buchanan "Bucky" Barnes
- 2010 - Black Swan - als Andrew / huwelijkskandidaat
- 2010 - Hot Tub Time Machine - als Blaine
- 2009 - Spread - als Harry
- 2008 - Rachel Getting Married - als Walter
- 2007 - The Education of Charlie Banks - als Leo
- 2006 - The Covenant - als Chase Collins
- 2006 - The Architect - als Martin Waters
- 2005 - Red Doors - als Simon
- 2004 - Tony 'n' Tina's Wedding - als Johnny

### Televisieseries
Uitgezonderd eenmalige gastrollen.
- 2022 - Pam & Tommy - als Tommy Lee - 8 afl.
- 2021-2024 - What If...? - als Bucky Barnes / Winter Soldier en Secretary Bucky Barnes (stem) - 7 afl.
- 2021 - The Falcon and the Winter Soldier - als Bucky Barnes / Winter Soldier - 6 afl.
- 2012 - Once Upon a Time – als Jefferson – 7 afl.
- 2012 - Political Animals – als T.J. Hammond – 6 afl.
- 2007-2010 - Gossip Girl – als Carter Baizen – 11 afl.
- 2009 - Kings – als Jack Benjamin – 12 afl.